# Curtis Strange
Curtis Northrup Strange (* 30. Januar 1955 in Norfolk, Virginia) ist ein US-amerikanischer Profigolfer der Champions Tour und zweifacher Major-Sieger.

## Werdegang
Der Sohn eines Golfplatzbesitzers wurde nach seinem Abschluss auf der Princess Anne High School in Virginia Beach, Virginia und einer erfolgreichen Amateurkarriere im Jahre 1976 Berufsgolfer. Er gewann 1979 sein erstes Turnier auf der PGA TOUR.
In den 1980er Jahren gehörte Strange zu den führenden Golfern. In diesen Zeitraum fielen 16 seiner 17 Turniersiege auf der PGA TOUR, er gewann die Geldrangliste dreimal (1985, 1987 und 1988). Er übertraf in der Saison 1988 als erster Golfer beim Preisgeld die magische Ein-Million-Dollar Marke. Seine beiden Major-Siege bei den US Open 1988 und 1989 (erster Spieler seit Ben Hogan 1950 und 1951, der diesen Titel verteidigte) waren Höhepunkte seiner Karriere. Nach diesem Erfolg gewann Strange allerdings kein PGA Tour Event mehr.
Er nahm als Spieler fünfmal am Ryder Cup teil. 2002 war er Kapitän (non-playing captain) der US-amerikanischen Mannschaft.
Im Jahr 1997 begann Strange eine Vollzeitbeschäftigung als Analyst beim US-amerikanischen Fernsehsender ABC Sports. Er gewann rasch an Ansehen und ist heute der Chefanalytiker im Golfbereich dieses großen Medienkonzerns.
Seit 2005 spielt er – noch ohne Turniersieg – auf der Champions Tour. 2007 wurde Strange in die World Golf Hall of Fame aufgenommen.
Curtis Strange ist mit seiner Frau Sarah verheiratet und hat zwei erwachsene Söhne. Sein Wohnsitz befindet sich in Kingsmill, Virginia.

## PGA Tour Siege
- 1979: Pensacola Open
- 1980: Michelob-Houston Open,  Manufacturers Hanover Westchester Classic
- 1983: Sammy Davis Jr.-Greater Hartford Open
- 1984: Lajet Golf Classic
- 1985: Honda Classic, Panasonic Las Vegas Invitational,  Canadian Open
- 1986: Houston Open
- 1987: Canadian Open,  Federal Express St. Jude Classic, NEC World Series of Golf
- 1988: Independent Insurance Agent Open, Memorial Tournament, U.S. Open, Nabisco Championship
- 1989: U.S. Open

Major Championships sind fett gedruckt.

## Andere Turniersiege
- 1980: JCPenney Mixed Team Classic (mit Nancy Lopez)
- 1981: Panama Open
- 1986: ABC Cup (Japan Golf Tour)
- 1988: Sanctuary Cove Classic (Australien)
- 1989: Palm Meadows Cup (Australien), RMCC Invitational (mit Mark O’Meara), PGA Grand Slam of Golf (USA – inoffizielles Event), Skins Game
- 1990: Skins Game
- 1993: Greg Norman’s Holden Classic (Australien)

## Teilnahmen an Teambewerben
- Ryder Cup: 1983 (Sieger), 1985, 1987, 1989, 1995, 2002 (non-playing captain)
- Alfred Dunhill Cup: 1985, 1987, 1988, 1989 (Sieger), 1990, 1991, 1994
- Four Tours World Championship: 1985, 1987, 1988 (Sieger), 1989 (Sieger)
- UBS Cup: 2001 (Sieger), 2004 (Sieger)